# Kennington (Kent)
Kennington – wieś w Anglii, w hrabstwie Kent, w dystrykcie Ashford. Leży 28 km na południowy wschód od miasta Maidstone i 81 km na południowy wschód od centrum Londynu. W 2015 miejscowość liczyła 2270 mieszkańców.